# 戦慄怪奇ファイル コワすぎ!
『戦慄怪奇ファイル コワすぎ！』（せんりつかいきファイル コワすぎ！）は、日本のオリジナルビデオおよび劇場用映画のホラー映画シリーズ。2018年現在、オリジナルビデオ8作、劇場用映画1作の全9作のほか、各作品のスピンオフ短編9作がある。
映像制作会社のディレクター・工藤仁（大迫茂生）とアシスタントディレクターの市川実穂（久保山智夏）、そしてカメラマンの田代正嗣（白石晃士）からなる取材スタッフが、視聴者から送られてきた怪奇映像を元に取材を行い、取材を進めるうちにスタッフも怪奇現象に巻き込まれるというストーリー。監督の白石晃士は脚本のほか、撮影をかねてカメラマン役として出演している。

## 概要
POV（Point Of View、主観映像）形式の撮影手法を用いており、白石扮するカメラマン田代が撮影した映像によってストーリーが進行するフェイクドキュメンタリー。
『ほんとにあった! 呪いのビデオ』に代表される、「投稿者から送られてきた映像を元に撮影スタッフが検証・調査を進める」というドキュメンタリー形式のホラー作品と似ている部分はあるが、本シリーズでは投稿者よりもスタッフ、特に主役の1人であるディレクターの工藤のキャラクター性や言動に重きが置かれており、シリーズが進むにつれて彼の出生の秘密が徐々に明かされると共に物語が集約していき、『劇場版』で全ての伏線が回収される、という仕立てになっている点が大きな特徴である。これについて、白石監督は「『コワすぎ！』では他作品では敬遠される嫌な性格なのにも関わらず、面白く魅力的なキャラクターになっている」「日本のホラーでは主人公はどこにでもいるような、普通の人物が怪異に巻き込まれるという作品が多いが、こちらでは正反対の性格の（なおかつ事件の原因にも関連がある）人物になっている点に差異がある」と解説している。
『超コワすぎ！』では世界観が一新され、作品世界内で『最終章』は「無かったこと」になり、『劇場版』は通常シリーズと同様に『FILE-06』として発売されたことになっている。
本作もまた、白石監督作品の『オカルト』『ある優しき殺人者の記録』と同じように「霊体ミミズ」が登場するなど共通するバックグラウンドを持つ。一方で、演出的には同じ白石監督の『ノロイ』や『オカルト』と比較すると、怪異に対して他作品と同じように霊能力者が登場して対応することもあるが、それよりも素手やバットなどの道具で応戦することのほうが多く、さらに「フェイク」の面が強く打ち出されている。
他作品へのオマージュとして『劇場版・序章』での道玄が市川に対して尋問するシーンは『エクソシスト2』、異界で市川を救い出す工藤のシーンは『ヱヴァンゲリヲン新劇場版:破』、『最終章』での江野の立場は『魔法少女まどか☆マギカ』における暁美ほむらであるとされるほか、『劇場版・序章』ではお岩による戸板返しのシーンもある。

### シリーズの波及
本作を撮るにあたって、監督は『妖怪ハンター』『栞と紙魚子』などのSFホラー漫画で知られる諸星大二郎の作風を参考にしたとされ、「異界の神々が現世に干渉し、それにより世界が崩壊する危機が訪れる」という点に見て取れる。
シリーズ当初は「ほとんど感触はなかった」とされ、よくあるB級ホラーものの一つであるとみられていた。しかし、ニコニコ生放送で放送されたことで徐々に知名度が上がり、また人気も高まって行った。白石は、この動きについて「元々オタク層向けにしたいと思っていた」と語っている。『最終章』では全てがインターネット上の生放送の中で起きた出来事であるように見せているが、これもニコニコ生放送で「生は面白い」と感じたため企画したと語っている。また、無料の広告として使えるTwitterで、就寝前にエゴサーチして宣伝にいそしんでいるという。
本作では#概要の節にあるように、今までのホラー作品の定石から大きく外れたものになっているが、これについて白石が以前にメーカーの要望どおりに作ったところ自分でも納得の行かない仕上がりになってしまったことがあり、「コワすぎ！では予算は制限されている代わりに内容は自由にできるので、自分が今までメーカーに提案して却下されたものをやっている」と語り、本シリーズはその「実験作」であり、結果として自身の見込みが正しかったと述べている。ただし、『FILE-01』や『FILE-02』を撮影した時点では、シリーズが続くかどうかは不明だったといい、「壁を作っては乗り越えていく感じ」で作っていたとのこと。しかしその一方で「『コワすぎ！』はコスト的には費用対効果が悪く、金にならず、プロモーション的に撮っている面も強い」とも語っている。

## 主要登場人物
工藤 仁（くどう じん）/演：大迫茂生
ディレクター。本シリーズは彼を中心に回っている。
性格は短気でキレやすく、頭に血が上れば相手が誰であろうと攻撃し、手を出すことも珍しくない。怪異に対しては金属バットや調査途中で手に入れた「呪いの髪飾り」、『超コワすぎ！』では「狐の尻尾」を使って立ち向かう。些細なことでびくついたり、市川に先導を命じるなど、気弱な面もあるが、覚悟を決めると危険を顧みずに行動する。猪突猛進な言動は、『AKIRA』の金田や、『ゴーストハンターズ』からの影響とのこと。
商売のために怪異を利用しており、事あるごとに「売れるぞ」と口に出す。しかし、作品がヒットした後でも事務所の会計は火の車であるため、市川からは「事務所の金を競馬などのギャンブルに使い込んでいるのではないか」という疑いの目を向けられている。『最終章』では通り行く女の人に「自分はあのスタッフ」と紹介すると、すぐに理解してもらえたように、作品内ではコワすぎスタッフ制作作品はそれなりに知られている様子。
幼少期に両親を「顔に大きな傷のある通り魔」に殺されたという過去があるが、その通り魔は成長した工藤自身であったことが『劇場版』で明かされる。しかし、その後『最終章』で運命に逆らって両親を説得し、世界の流れを変えることに成功した。『超コワすぎ！』ではそのような経験が無くなったという設定であるため、人間的に浅くなり、ただの嫌な奴になったと解説されている。
市川 実穂（いちかわ みほ）/演：久保山智夏
アシスタントディレクター。『劇場版』『最終章』以外ではナレーションも務めている。当初は黒髪で純朴な感じであったが、シリーズ途中で茶髪に染めるなど垢抜ける。工藤からたびたびパワハラを受けており、シリーズが進むに連れて彼女自身も度胸が据わるようになり、性格的にも力強くなる。工藤からの扱いの悪さに耐えている理由は、白石監督によれば「金払いがいいから」とのこと。『劇場版 序章』『劇場版』では自分の体が異界の門と化してしまう憂き目に遭う。
兄がおり、『超コワすぎ！』では「兄は天狗にさらわれたことがある」「不思議な力がある」などと証言している。
田代 正嗣（たしろ まさつぐ）/演：白石晃士
カメラマン。撮影担当であるため、本作内ではあまり画面に映らない。険悪な雰囲気になったときに助言する役回りだが、工藤の言う事には歯向かわず、常に彼の言う事に従っている。
『最終章』では江野の指示に従い、市川と工藤を現世に連れ戻すために奮闘する。その際、自分の指よりもカメラを優先するなど映像に命を懸けている。江野曰く別の世界に存在する白石晃士とは名前の違う同一人物の模様。

### その他の重要人物
真野 夕子（まの ゆうこ）/演：はるうらら
当初は『FILE-02』にて投稿者4人組の中の1人として登場。しかし、実は先生によって鬼神兵の製作過程で生み出された実験体であり、人ならざる者であった。『FILE-03』では沼から、『最終章』では空中に現れ、そのたびに巨大化しており、最後には異界の門として使われそうになっていた。
先生/演：藤原章
『FILE-02』にて、真野夕子の関係者と見た工藤たちが接触。話を聞こうとするも、（その時の工藤たちには）意味の分からない返答を繰り返すばかりだった。業を煮やした工藤たちは力ずくで聞き出そうとするが、不思議な力で返り討ちにし、投稿者の1人と共にどこかへ消えてしまう。その後、『劇場版』にてその正体が鬼神兵研究者の息子だと明らかになり、工藤に撲殺される。その死体を市川が切り刻むと中から無数の物体が飛び出し、工藤の頬に大きな傷をつけることになった。
真壁栞/演：栗原瞳
『FILE-04』にて、工藤が協力を要請した霊能力者。事件を無事解決するも、その代償として落命する。その後もその身を異界に置きながらも、常に工藤たちをサポートし続けた。
宇龍院道玄（うりゅういん どうげん）/演：宇賀神明宏
『劇場版・序章』にて登場。心霊研究家の吉田から紹介され、市川に取り憑いたお岩の除霊を依頼された浄霊師。工藤の活躍もありお岩を撃退することには成功するが、続いて『劇場版』で対応を求められたタタリ村では自分でも覚悟を決めていたように太刀打ちできず、体を乗っ取られて死亡する。
江野祥平（えの しょうへい）/演：宇野祥平
『最終章』にて登場。工藤たちを救出するために動いていた田代の前に現れる。田代について「別の世界で恩がある」と語ったり、田代のことを時折「白石くん」と呼ぶ。人並み以上の度胸や腕っ節だけでなく、場所や時間を跳躍能力、また瞬時に他者へ出来事を見せる能力まで備えている。白石監督は「時系列は決めていないが、『オカルト』『殺人ワークショップ』に登場する江野と同一人物のつもり」としている。
工藤の両親/演：大蔵省・西山真來
工藤が幼い頃、目の前で「頬に大きな傷のある通り魔」に殺害され、工藤はその場面を目撃していた。『劇場版』にて鬼神兵の開発・研究に関わっていたことが判明し、時間を越えて対面した工藤の説得を受けるも、翻意することを拒み、その場で逆上した工藤によって殺害されることになる。工藤は直前に頬に傷を負っており、幼い工藤が目撃した犯人は、まさに成長した工藤自身であった。『最終章』で市川の体と入れ替わった工藤と対面、江野の能力で今までの経緯を知り、工藤の説得を受け入れ、鬼神兵に関わることを止めることを伝える。

## シリーズ一覧とあらすじ
戦慄怪奇ファイル コワすぎ!FILE-01【口裂け女捕獲作戦】
2012年7月4日発売 販売：プライムウェーブ・ネクシード
投稿者から送られてきた口裂け女の映像を見た工藤は「口裂け女を捕獲する」と宣言し、聞き込みを開始する。関係者にあたるなどして口裂け女に挑むが捕獲は失敗、投稿者1人も行方不明となってしまう。この調査の過程で工藤は「呪いの髪の毛飾り」を手にいれる。本来身に付けた者に災いをもたらすはずのものだが、工藤は「毒には毒」の考えで活用していくことになる。
戦慄怪奇ファイル コワすぎ!FILE-02【震える幽霊】
2012年8月3日発売 販売：プライムウェーブ・ネクシード
廃校での肝試しの最中、超常現象とともに「震える幽霊」を撮影した投稿者からの映像が送られてくる。工藤らは投稿者たちを引き連れ、再び廃校に向かい再現実験を試みると、超常現象は起きるものの幽霊の撮影には失敗。さらに、投稿者の中の1人、真野夕子が失踪し、隠されていた不可解な出生も明らかになる。
工藤たちは夕子に関わりがあると思われた、周囲から「先生」と呼ばれる男に接触するが、彼からは煙に巻くような返答しか得られず、工藤は苛立ちを募らせてゆく。最終手段として投稿者をけしかけて、力ずくで聞き出そうとするが、逆に工藤は失踪した夕子に似た浮遊する幽霊らしき物体に襲われ失神し、長期入院することに。また、投稿者1人も前回に続き失踪してしまうのだった。
戦慄怪奇ファイル コワすぎ!FILE-03【人喰い河童伝説】
2013年2月2日発売 販売：プライムウェーブ・ネクシード
釣りに出かけた投稿者から、河童を捉えた映像が送られてきた。市川と田代は、入院中の工藤を残し取材に出向く。そこで河童の痕跡に反応した近くの住人の鈴木に話を聞くが、新たな事実は聞き出せない。そんな時、工藤が病院を抜け出したという連絡が入る。
工藤とともに再び河童の出た沼に向かった撮影陣は、鈴木の協力を得て河童捕獲の罠を張る。初めは正面から挑み、歯が立たない工藤だったが、奥の手である呪いの髪飾りを装着して河童を殴り倒し、一度は網におさめる。しかし暴れる河童を網から逃がしてしまい、さらに沼に近づいた一同はFILE-02で失踪した巨大化した夕子を目撃、鈴木は沼から現れた河童の大群に襲われ負傷し、入院する。後日、工藤らは鈴木が投稿者の1人である女と同棲を始めたと聞き、鈴木の家に向かう。そこで彼らが目にしたものは、身ごもった女と、得体の知れない存在に成り果てた鈴木の姿だった。
戦慄怪奇ファイル コワすぎ!FILE-04【真相!トイレの花子さん】
2013年3月2日発売 販売：プライムウェーブ・ネクシード
次の投稿者は、自分たちが通っていた廃校で「トイレの花子さん」を撮影したという親友同士、菜々と英里からの映像。彼女たちはほかに英里が自殺している映像も写していた。工藤たちは霊能力者の真壁の力を借り、廃校に向かう。そこで真壁は「時間と空間が捻じ曲がっている」と話し、その通り様々な怪異現象が発生したうえ、投稿映像通りに英里は自殺してしまう。工藤は「真壁は時間を戻せる」と明かし、真壁は能力を発揮して工藤たちが学校を訪れる同時刻まで戻る。「花子さん」に襲われた一行だったが、真壁の力で危機を乗り越え、英里を救い出すことに成功。しかし、その代償として真壁が命を落としてしまうのだった。
戦慄怪奇ファイル コワすぎ!劇場版・序章【真説・四谷怪談 お岩の呪い】
2014年4月2日発売 販売：プライムウェーブ
ある映画に映りこんだ異物、それはまさに「お岩さん」の姿そのものだった。工藤たちは、映画の撮影現場を訪れるが、そこでお岩の姿と、市川の目への異変の前触れが映りこむ。続けて映画の撮影後に姿を見せなくなったという主役の女性宅を訪れるが、彼女は既に正気を失っており、工藤たちに刃物を振りかざし襲いかかる。ほうほうのていで逃げ帰った工藤たちは、心霊研究家の吉田に意見を求め、浄霊師の宇龍院道玄の協力を得る。道玄の不遜な態度に工藤が我慢ならず、今回も「呪いの髪の毛飾り」を使いながらも市川の身を守ることに成功する。後日、四谷怪談の作者である鶴屋南北が出生したという「タタリ村」の情報を得た一同は、劇場用映画の制作を目指して始動するのだった。
戦慄怪奇ファイル コワすぎ!史上最恐の劇場版
2014年5月3日劇場公開、2014年7月2日発売 販売：プライムウェーブ
タタリ村を訪れた投稿者からの不可解な現象が記録された映像を元に、工藤たちは劇場版制作のため道玄と科学者、アイドルを加えたゲスト3人とともにタタリ村に向かった一行。しかし、ゲストは次々に倒れ、ついに工藤たちだけが残される。下山した工藤たちは、タタリ村について調査を開始、そこで旧日本軍が極秘に秘密兵器「鬼神兵」を研究・開発していたことを突き止める。鬼神兵元関係者の家で、「先生」が鬼神兵の研究者の子であること、工藤の両親もまた研究・開発に関わっていたことを知る。
再びタタリ村に向かった工藤たちだが、その行く手に先生が立ちふさがる。先生を倒し、市川がその死体を切り刻むと、工藤たちは異界に飲み込まれ、市川は死んだはずの先生の手によって首を落とされる。異界の空間から出た工藤は、幼い自分自身と若き頃の両親に出会う。鬼神兵の製作を中止するように説得する工藤だが、両親は聞き入れずに失敗。逆上した工藤は自らの手で両親を刺殺してしまう。市川の力を借りて元の世界に戻った工藤と田代だが、既に鬼神兵は復活しており、工藤は呪いの髪飾りの力を解放し巨大化。鬼神兵に立ち向かうが敗北し、市川とともに異界に送られてしまうのだった。
戦慄怪奇ファイル コワすぎ!最終章
2015年5月2日発売 販売：プライムウェーブ
復活した鬼神兵は東京を狙いを定め、田代は残された田代は工藤と市川を蘇らせようとするが、手掛かりが見つからず悪戦苦闘していた。そんな中、夜中にどこからともなく江野祥平と名乗る男が現れる。江野は田代に工藤たちを呼び戻すために4つのミッションをクリアするよう指示する。必死の思いでミッションをクリアした田代だが、最後の詰めを誤り、工藤と市川は身体と精神が入れ替わった状態で復活してしまう。
その状態のまま工藤たちは再度工藤の両親を説得するため過去にワープし、無事に成功するが、異界からの介入を受ける。工藤は自らの身体を武器に変え、江野の力を借りて異界の攻撃を退ける。こうして他の誰にも知られることなく、世界に平穏をもたらしたのだった。
戦慄怪奇ファイル 超コワすぎ!FILE-01【恐怖降臨!コックリさん】
2015年7月3日発売 販売：アルバトロス
世界を救う大役を果たし、工藤は過去の呪縛からは解き放たれたものの、金欠は相変わらず。今までの記憶がなかったにもかかわらず工藤たちは巡り合わせでこの世界でもホラー映画を作っていた。次に工藤が目をつけたのはコックリさん。投稿者の祥子と純は、友達の新菜と3人でコックリさんを行った後から異変が起こったといい、工藤たちに救いを求めていた。
工藤たちがコックリさんの再現を行うと、少女たちは狐憑きの状態になり、工藤たちに襲い掛かる。工藤はニンニクを使って実体化したコックリさん＝狐狗狸を追い払い、再びコックリさんに挑むも、今度は工藤が狐狗狸にとり憑かれてしまった…かに思われたその時、新菜が突然の告白を始める。それによれば、「実は自分は狐使いの家系で、今までの騒ぎは仲間はずれされた腹いせで起こしたが、途中から狐の制御に失敗してしまっていた」というのだ。祥子・純と和解した新菜は管使いの狐を破棄すると言い、工藤の新たな武器となる「狐の尻尾」を預けて去っていった。
戦慄怪奇ファイル 超コワすぎ!FILE-02【暗黒奇譚!蛇女の怪】
2015年8月5日発売 販売：アルバトロス
無職同然のフリーター、かつ童貞の櫻井は、川で「川野つぐ巳」と名乗る少女に出会う。病弱で家からあまり出たことがないと語る、どこか神秘的な雰囲気のつぐ巳に一目惚れした櫻井は、彼女の家まで押しかける。そこで彼女が母親から虐待されているのではないかという疑念を持った櫻井は、その真偽を確かめるべく、執念深い調査を始める。そして、最後の調査日に櫻井はつぐ巳がその地に伝わる蛇女ではないかという考えがよぎり、コワすぎ！スタッフに協力を求めたのだった。
隣家の住民に話を聞いた後、つぐ巳の家に向かった工藤たちだが、その場で櫻井は隠していたストーカーまがいの所業を暴露されてしまう。工藤から暴行を受けた櫻井だが、その思い自体は揺らぐことなく、つぐ巳を想い続けていると言う。その言葉を信じた工藤は再びつぐ巳の家に向かうが、彼女の母・紗和からの妨害を受け、おとりになった櫻井は姿を消す。
工藤たちは櫻井の身を案じながらも、つぐ巳の家に向かい、そこで櫻井を発見する。工藤が正気を失っている櫻井を狐の尻尾つきバットで殴打すると、櫻井は意識を呼び覚ます。すると、工藤たちの前につぐ巳と母親が現れ、櫻井に自分たちと暮らすのであれば、自分で目を潰すことができるかと試練を出す。彼女を想う気持ちを示すために櫻井が包丁で目を潰すと、つぐ巳は彼の手を取り消えていった。
戦慄怪奇ワールド コワすぎ!
8年ぶりの新作にして最終作。2023年9月8日公開。コロナ禍の影響で倒産寸前のプロデューサー・工藤仁のもとに、1本の動画が送られてくる。心霊スポットとされる廃墟へと忍び込んだ3人の若者、遥、絢音、大輝が投稿したもので、そこには不可解な現象や、怪奇な「赤い女」に追いかけられる3人の姿が収められていた。 この廃墟でスクープ映像を撮ることによって大儲けができると目論んだ工藤は、ディレクターの市川実穂とカメラマンの田代正嗣を呼び集め、霊能者の鬼村伊三や若者たちと共に廃墟へと向かう。だが、工藤自身の中に潜む“悪い心” が原因で、一同はパラレルワールドに引き込まれてしまう。

## 作中に登場するアイテム・用語
呪いの髪飾り
『FILE-01』で口裂け女こと滝御砂子が残した、人毛で作られた飾り。身近な人に手渡されていたが、その目的は人を呪い殺すための呪具であり、身につけたものは死亡もしくは人知れず行方不明になっていた。工藤は逆にこれを除霊用の武器として使用していたが、彼に呪いが降りかかることはなかった。理由としては工藤自身が恐ろしい呪具ではなく便利な道具と思っていること、捨てるような動作で入手することで呪いがリセットされることが挙げられる。『劇場版・序章』で『FILE-01』に登場した霊能者・犬井が命を賭して作り上げたという収納袋を手に入れ、その中に入れておいたことでさらに力を増すが、劇場版において、工藤の体と文字通り一体化してしまう。
異界
「あの世とこの世の境」と説明されている空間。異界の神々が支配する空間で、そこに閉じ込められた人はあの世にも行けず、この世にも戻ってこられない苦しみを味わうとされている。白石監督作品では『ノロイ』『カルト』『オカルト』でも同じような空間が登場する。白石監督によれば、「太古は異界が先にあり、後から今の現世と呼ばれるような世界が構築された」と語り、「人々が『異界』に触れた時、それを忌避すべきものとしてきた」と語っている。
鬼神兵（きしんへい）
旧日本軍がタタリ村で極秘に研究・開発を進めていた兵器。人間の女の赤子を元にして作製するといい、工藤や「先生」の親が関わっていた。真野夕子は、「先生」が残されていた鬼神兵の細胞から作り上げたプロトタイプとも呼べるものだったが、最終的に異界の神々が現世を侵略するための門として利用される。
狐の尻尾
『超コワすぎ！FILE-01』で登場。元々は狐使いの少女から譲られたもので、色は白くふさふさしている。「呪いの髪飾り」とは違い、狐狗狸となって実体化したことがあるが、工藤がバットで鎮めた。『超コワすぎ！FILE-02』で工藤はバットの先に付けて投稿者を正気に戻すために使った。